# Perrier (Schauspieler)

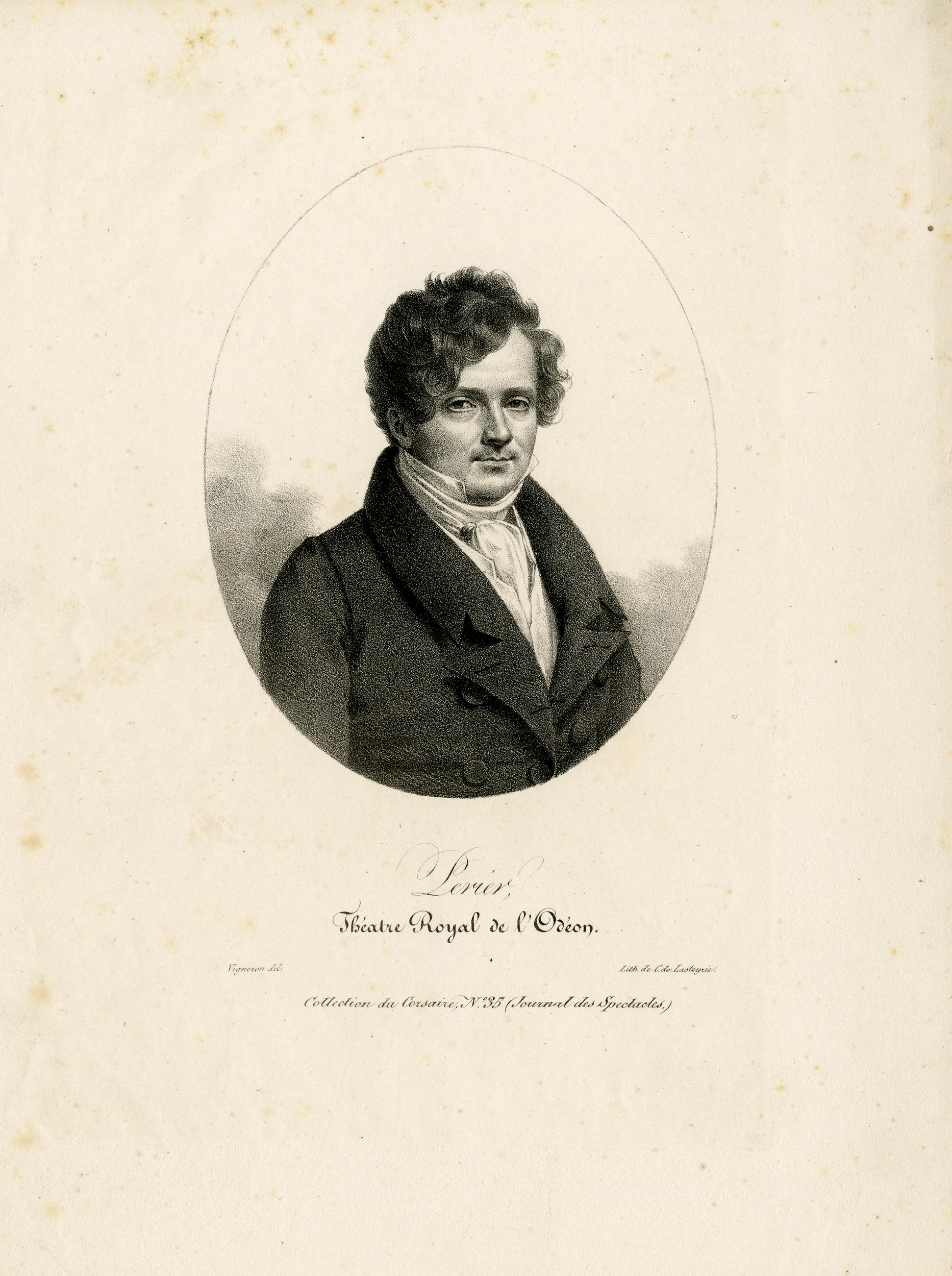
Porträt Pérriers

Antoine Périer, bekannt als Perrier (* 7. März 1784 in Lyon; † 6. Juni 1863 in Tours), war ein französischer Schauspieler.

## Karriere
Geboren als Sohn eines Konditors absolvierte er eine zweijährige Dienstzeit bei der Armee, wo er verwundet wurde und aus dem aktiven Dienst ausschied. Er fand in seiner Heimatstadt ein Engagement als Schauspieler und bekleidete als Zweitbesetzung die Rollen der Liebhaber. Nach Engagements in Bordeaux und Nantes debütierte er im Jahr 1808 in Straßburg, wo er bis 1813 blieb. Schließlich konnte er am Odéon in zwei Inszenierungen, Le Menteur und einer Komödie von Jacques Marie Boutet, Fuß fassen, um im darauffolgenden Jahr an der Comédie-Française zu reüssieren.
Es kam aber zum Skandal, als er bei der Aufführung von Corneilles Tragikomödie Le Cid den Don Rodrigue gab. Zuerst brüskierte er durch eine übermäßig ausgeführte, obszöne Geste, dazuhin beleidigte er die Gouvernante Elvire und rempelte schließlich den König an, sodass dieser seinen Mantel verlor. Die Inszenierung fiel deshalb beim Publikum, das das Geschehen mit Pfiffen quittierte, durch und Pérrier verlor sein Engagement. Er fand dann für kurze Zeit am Théâtre de la Porte Saint-Martin Zuflucht, kehrte dann aber Paris den Rücken, um in die Provinz zurückzukehren. Wiederum mit Engagements in Bordeaux und Nantes gelang ihm 1818 in Rouen, bekannt für sein schwieriges Publikum, ein Neuanfang.
Daraufhin debütierte er 1820 erneut an der Comédie, bekam aber bald vom Odéon, das nach einem Brand 1818 abgebrannt und neu errichtet worden war, ein Angebot, das 8000 Francs, 2000 Francs Zusatzzahlungen und einen Monat bezahlten Urlaubs betrug, was er der Gage der Comédie über 4000 Francs, nebst anderen Vergünstigungen, vorzog. Pérrier entwickelte sich zwischen 1822 und 1824 zur tragenden Säule des Odéon und wirkte maßgeblich in 10 Inszenierungen mit, bis die Comédie, als Theater des Königs, ihr Vorrecht, Schauspieler zwangszuverpflichten, wahrnahm und neben ihm auch noch Joanny und Samson in ihr Ensemble integrierte. Nach weiteren vier Jahren, im Jahr 1828, wurde er in die Société de la Comédie-Française aufgenommen, mit der Zusicherung, ein Viertel aller Hauptrollen, vor allem den Vater von Adel, oder auch Rollen als Räsoneur spielen zu dürfen.
Als Pérrier 1845 seinen Bühnenabschied nahm, konnte er allein bei der Comédie auf 29 maßgebliche Inszenierungen zurückblicken, in welchen er meist eine der Hauptrollen innehatte. Seine Abschiedsvorstellung fand 1849 statt, in welcher Rachel die Andromache gab und er selbst Carlo Goldonis Le bourru bienfaisant zum Besten gab.